# Guilvinec
 Guilvinec  (en bretón Ar Gelveneg) es una población y comuna francesa, situada en la región de Bretaña, departamento de Finisterre, en el distrito de Quimper y cantón de Guilvinec.

## Demografía
| 5037 | 5012 | 4604 | 4091 | 3365 | 3042 |
| Para los censos de 1962 a 1999 la población legal corresponde a la población sin duplicidades (Fuente: INSEE [Consultar]) |      |      |      |      |      |